# Siège du Malakand
Le siège du Malakand est une bataille qui se déroula du 26 juillet au 2 août 1897. Des tribus pachtounes y assiégèrent une garnison britannique dans la région du Malakand, faisant alors partie de l'Inde britannique.